# Хизр Талику-хан
Хизр Талику-хан или Талигу (ум. 1309) — 12-й хан Чагатайского улуса, правивший около года до своей гибели.

## Биография
О его происхождении существуют противоречивые сведения: по одним из них он был сыном Кадакчи и внуком Бури (потомка Чагатая), а по другим — сыном Кадана и внуком великого кагана Угедея. Последняя версия считается более правдоподобной, учитывая то, что Талику на троне смолоду принял ислам, взяв имя Хизр.
На момент смерти хана Дувы, тогдашнего правителя Чагатайского улуса, ему было около 40-45 лет. После смерти Кюнчека захватил власть в улусе. С самого начала подверг гонениям потомков Дувы и Хайду. В то же время пытался силой внедрять ислам. Все это вызвало недовольство. Войска чагатаидов во главе с Кепек-ханом при поддержке Чапар-хана, сына Хайду выступили против Талику. Тем не менее, последний довольно успешно стал действовать против мятежников. Однако окончательно одержать победу не смог, из-за чего собрал курултай для решения вопроса властвования. Во время этого Кепек-хан с отрядом напал на Талику, после чего стал новым ханом Чагатайского улуса.